# سونیا تیت
سونیا تیت (انگلیسی: Sonja Tate؛ زادهٔ ۷ سپتامبر ۱۹۷۱) بازیکن بسکتبال اهل ایالات متحده آمریکا است.